# Liomys pictus
Liomys pictus är en däggdjursart som först beskrevs av Thomas 1893.  Liomys pictus ingår i släktet grästaggspringmöss och familjen påsmöss. IUCN kategoriserar arten globalt som livskraftig. Inga underarter finns listade i Catalogue of Life. Wilson & Reeder (2005) skiljer mellan fyra underarter.
Den genomsnittliga längden (inklusive svans) är för honor 23 cm och för hanar 24 cm. Hos vuxna individer bildas pälsen av styva taggar och mjuka hår. Den har på ovansidan en rödbrun färg medan undersidan är vit. Ungdjur har däremot grå päls.
Denna gnagare förekommer i västra och södra Mexiko samt i angränsande områden av norra Guatemala. Arten vistas i låglandet och i låga bergstrakter upp till 1000 meter över havet. Habitatet utgörs av torra lövfällande skogar, av buskskogar och av landskap med kaktusar eller akacior.
Individerna är aktiva på natten och de går främst på marken. Beroende av population och årstid äter de frön och olika ryggradslösa djur. Vid början av den torra perioden föds inga ungar. Annars kan honor para sig hela året.
När honan inte är brunstig lever varje individ ensam och de är aggressiva mot varandra. Efter parningen är honan cirka 25 dagar dräktig och sedan föds 2 till 6 ungar. Honan kan flytta sina små ungar i sina kindpåsar vid fara. En till två månader efter födelsen söker ungarna egna revir.